# Ophrys vamvakiae
Ophrys vamvakiae là một loài thực vật có hoa trong họ Lan. Loài này được Kohlmüller mô tả khoa học đầu tiên năm 1995.